# مينو رايولا
كارمين «مينو» رايولا (بالإيطالية: Mino Raiola؛ 4 نوفمبر 1967 - 30 أبريل 2022) كانَ وكيل أعمال رياضي عُرف بتمثيله عددًا من اللاعبين البارزين منهم بول بوغبا و‌هنريخ مخيتاريان و‌ماركو فيراتي و‌جانلويجي دوناروما و‌ماتيس دي ليخت و‌آرلينغ هالاند و‌ماريو بالوتيلي و‌بافل نيدفيد.
وُلد مينو في جنوب إيطاليا في إقليم ساليرنو لكن عائلته رحلت إلى هولندا وهو طفل، هناك فتحوا مطعمًا للبيتزا في مدينة هارليم. درس القانون وتولى إدارة الأعمال وتعلَّم اللغات إلى أن تخصَّصَ في وكالة أعمال اللاعبين. تُوفيَّ يوم 30 نيسان/أبريل 2022 بعد صراعٍ مع المرض.

## الحياة المُبكّرة
وُلد رايولا عام 1967 في نوتشيرا إنفريوري، ساليرنو، جنوب إيطاليا. انتقل بعد عامٍ إلى مدينة هارلم الهولندية مع والديه. نشأ والده في هولندا، وفتح مطعمًا ناجحًا حيث أمضى رايولا سنواتِ شبابه الأولى في العمل كنادلٍ في مطعم والده. حصلَ في الوقت نفسه على شهادة الثانوية العامة والتحق بكليّة الحقوق التي درسَ فيها لمدة عامين. بدأ لعب كرة القدم لفريق الشباب في نادي هارلم، لكنه توقَّف في سنّ الثمانية عشر ليُصبح بعد عامينِ تقريبًا رئيس فريق شباب هارلم.

## المسيرة المهنيّة
بعد مغامرةٍ قصيرةٍ كلاعب وإداري، ظلَّ رايولا ناشطًا في عالَم كرة القدم لكن هذه المرة كوكيل لاعبين. بدأَ العمل في شركة العروض الرياضية (بالإنجليزية: Sports Promotions)‏، وهي شركة وكلاء رياضيين، فساعدَ في نقل العديد من اللاعبين الهولنديين البارزين إلى الأندية الإيطالية، بما في ذلك لاعب أياكس أمستردام بريان روي الذي نقلهُ عام 1992 إلى فوجيا، واللاعب مارسيانو فينك الذي أشرفَ رايولا على صفقة انتقاله في نفس العام إلى جنوى، فضلًا عن فيم يونك ودينيس بيركامب اللذانِ انتقلا في العام الموالي إلى إنتر ميلان، وميشيل كريك الذي شاركَ مينو في صفقة انتقاله عام 1994 إلى بادوفا. قرّّر رايولا بعد فترةٍ ليست بالطويلة ترك الشركة وبدء عمله الخاص. كانت أول صفقة كبيرة يُشرف عليها الرجل بصفتهِ وكيل لاعبين مستقلّ هي صفقة بافل نيدفيد الذي انتقلَ من سبارتا براغ لاتسيو بعد أدائه الرائع في بطولة أمم أوروبا 1996، حيث ساعدَ منتخب بلادهِ جمهورية التشيك فس الوصول للمباراة النهائيّة.
مثَّلَ مينو رايولا أكثر من 20 لاعبًا كانوا ينشطون في الدوريات الأوروبيّة الكُبرى، لكنَّ مسيرتهُ المهنيّة تخلّلتها بعضُ المشاكل حيثُ فتحَ معهُ الاتحاد الإيطالي لكرة القدم عام 2008 تحقيقًا موسّعًا بسببِ شبهة وقوع مخالفاتٍ في الانتقالات التي أشرفَ عليها كجزءٍ من تحقيقٍ أوسع فتحتهُ السلطات الإيطاليّة. حقَّق رايولا نحو 25 مليون يورو في صفقة انتقال اللاعب الفرنسي بول بوغبا لنادي مانشستر يونايتد في آب/أغسطس 2016 وهي الصفقة التي بلغت نحو 105 مليون يورو. اشترى بعدها مينو منزلًا كان سابقًا في ملكيّة رجل العصابات الأمريكي آل كابوني في ميامي مقابل 9 مليون يورو.
منعَ الاتحاد الإيطالي لكرة القدم في الثامن من أيّار/مايو 2019 رايولا من مواصلة عمله كوكيلِ لاعبين لمدة ثلاثة أشهر وذلك لأسباب غير معلَنة، بينما أُوقفَ ابن عمه فينتشنزو رايولا لمدة شهرين. مُدِّد هذا الحظر في العاشر من أيّار/مايو حيث مُنع مينو من مواصلة عمله في جميعِ أنحاء العالَم وليس في إيطاليا فقط وذلك بعدما تلقَّت لجنة الانضباط في فيفا بلاغاتٍ من الاتحاد الإيطالي. استأنفَ رايولا وابن عمه قرار الحظر أمام محكمة الاستئناف الفيدراليّة في إيطاليا وتمكّنا في الثالث عشر من حزيران/يونيو 2019 من إلغاء قرار الحظر لمدة ثلاثة أشهر. هدَّد رايولا في 22 كانون الثاني/يناير 2020 – رفقةَ عددٍ من وكلاء كرة القدم البارزين بما في ذلك خورخي مينديز وجوناثان بارنيت – الفيفا بعقوبات قانونية بعد مناقشة الأخيرة لقانون يُنظّم الحدّ الأقصى للمدفوعات التي يُمكن أن يحصل عليها وكلاء أعمال اللاعبين في الصفقات التي يُشرفون عليها.

## الحياة الشخصية
يتحدث رايولا سبع لغات: الإيطالية والإنجليزية والألمانية والإسبانية والفرنسية والبرتغالية والهولندية. عانى الرجل من مشاكل صحيّة حيثُ دخل في كانون الثاني/يناير 2022 مستشفى سان رافاييل في ميلانو، وبحلول نيسان/أبريل من نفسِ العام ذكر الطبيب الذي يُشرف على حالتهِ أنَّ رايولا كان «يُكافح» من أجل حياته. نشرت العديد من المنافذ الإخباريّة في 28 نيسان/أبريل خبر وفاته، الأمر الذي دحضه لاحقًا عبر تغريدةٍ في موقع تويتر ممّا ذكر فيها: «قتلوني للمرة الثانية خلال 4 أشهر». أعلنت عائلةُ الرجل وعبر ذات المنصّة خبر وفاة مينو بعد يومٍ من شائعة خبر وفاته التي ضُحدت من قبل، حيثُ نشرت بيانًا مطوّلًا مما وردَ فيه: